# Prix Gémeaux
 (décembre 2021).
Les prix Gémeaux sont des récompenses télévisuelles décernées par l'Académie canadienne du cinéma et de la télévision depuis 1987 et distinguant l'excellence de la télévision francophone au Canada.
Les prix Gemini, créés un an auparavant, récompensant les productions anglophones du Canada, il est apparu judicieux de faire le pendant avec les œuvres francophones. Au fil des années, cet événement est devenu un moyen important pour faire reconnaître les productions de la télévision francophone à travers le Canada.
Depuis 2008, la remise des prix – qui a compté jusqu'à 89 catégories – se fait lors de trois cérémonies distinctes (Soirée des artisans et du documentaire, Avant-première et Gala) espacés de quelques jours, le dernier étant retransmis en direct depuis Montréal. La statuette, commune avec les Gemini, est l’œuvre du sculpteur Scott Thornley.
En mai 2012, les prix Gemini fusionnent avec les prix Génie (Genie Awards) récompensant le cinéma canadien (anglo- et francophone) pour donner les prix Écrans canadiens (Canadian Screen Awards). Les prix Gémeaux conservent leur indépendance.
Pour la trentième cérémonie de remise des Gémeaux, il est annoncé 110 catégories représentées au gala 2015.
En 2023, les catégories sont non genrées aux Gémeaux de sorte qu'il y aura donc une seule personne gagnante par catégorie. Le nombre de catégories passe donc de 139 à 88. Cette décision est renversée l'année suivante. 
Le gala de 2024 contient 109 catégories.

## Cérémonies
| Édition | Date              | Présentateur(s)                                       | Lieu                           | Diffuseur                  |
| ------- | ----------------- | ----------------------------------------------------- | ------------------------------ | -------------------------- |
| 1re     | 15 février 1987   | Dominique Michel et Denise Filiatrault                | Salle Claude-Champagne         | Télévision de Radio-Canada |
| 2e      | 7 février 1988    | Normand Brathwaite                                    | Maison de Radio-Canada         | Télévision de Radio-Canada |
| 3e      | 18 décembre 1988  | Normand Brathwaite                                    | Théâtre Maisonneuve            | Télévision de Radio-Canada |
| 4e      | 10 décembre 1989  | Louise Marleau et Yves Jacques                        | Aréna Maurice-Richard          | Télévision de Radio-Canada |
| 5e      | 16 décembre 1990  | Normand Brathwaite                                    | Théâtre Maisonneuve            | Télévision de Radio-Canada |
| 6e      | 15 décembre 1991  | Normand Brathwaite                                    | Palais des congrès de Montréal | Télévision de Radio-Canada |
| 7e      | 13 décembre 1992  | Normand Brathwaite                                    | Palais des congrès de Montréal | Télévision de Radio-Canada |
| 8e      | 26 septembre 1993 | Normand Brathwaite                                    | Théâtre Maisonneuve            | Télévision de Radio-Canada |
| 9e      | 2 octobre 1994    | Normand Brathwaite                                    | Inconnu                        | Télévision de Radio-Canada |
| 10e     | 1er octobre 1995  | Normand Brathwaite                                    | Inconnu                        | Télévision de Radio-Canada |
| 11e     | 29 septembre 1996 | Normand Brathwaite                                    | Inconnu                        | Télévision de Radio-Canada |
| 12e     | 5 octobre 1997    | Normand Brathwaite                                    | Salle Pierre-Mercure           | Télévision de Radio-Canada |
| 13e     | 27 septembre 1998 | Normand Brathwaite                                    | Inconnu                        | Télévision de Radio-Canada |
| 14e     | 26 septembre 1999 | Normand Brathwaite                                    | Inconnu                        | Télévision de Radio-Canada |
| 15e     | 15 octobre 2000   | Normand Brathwaite                                    | Inconnu                        | Télévision de Radio-Canada |
| 16e     | 30 septembre 2001 | Normand Brathwaite                                    | Théâtre Saint-Denis            | Télévision de Radio-Canada |
| 17e     | 29 septembre 2002 | Normand Brathwaite                                    | Théâtre Saint-Denis            | Télévision de Radio-Canada |
| 18e     | 23 novembre 2003  | sans animateur                                        | Théâtre Saint-Denis            | Télévision de Radio-Canada |
| 19e     | 27 novembre 2004  | sans animateur                                        | Théâtre Saint-Denis            | Télévision de Radio-Canada |
| 20e     | 4 décembre 2005   | Patricia Paquin, Sophie Prégent et Patrick Masbourian | Théâtre Saint-Denis            | Canal D                    |
| 21e     | 9 décembre 2006   | Serge Postigo                                         | Palais des congrès de Montréal | ARTV                       |
| 22e     | 10 septembre 2007 | André Robitaille                                      | Palais des congrès de Montréal | Télévision de Radio-Canada |
| 23e     | 14 septembre 2008 | Véronique Cloutier                                    | Théâtre Maisonneuve            | Télévision de Radio-Canada |
| 24e     | 20 septembre 2009 | Véronique Cloutier                                    | Théâtre Maisonneuve            | Télévision de Radio-Canada |
| 25e     | 19 septembre 2010 | Véronique Cloutier                                    | Théâtre Maisonneuve            | Télévision de Radio-Canada |
| 26e     | 18 septembre 2011 | Véronique Cloutier                                    | Théâtre Maisonneuve            | Télévision de Radio-Canada |
| 27e     | 16 septembre 2012 | René Simard                                           | Théâtre Maisonneuve            | Télévision de Radio-Canada |
| 28e     | 16 septembre 2013 | René Simard                                           | Théâtre Maisonneuve            | Télévision de Radio-Canada |
| 29e     | 14 septembre 2014 | René Simard                                           | Théâtre Maisonneuve            | Télévision de Radio-Canada |
| 30e     | 20 septembre 2015 | Véronique Cloutier et Éric Salvail                    | Théâtre Maisonneuve            | ICI Radio-Canada Télé      |
| 31e     | 18 septembre 2016 | Jean-Philippe Wauthier et Éric Salvail                | Théâtre Saint-Denis            | ICI Radio-Canada Télé      |
| 32e     | 17 septembre 2017 | Jean-Philippe Wauthier et Éric Salvail                | Théâtre Maisonneuve            | ICI Radio-Canada Télé      |
| 33e     | 16 septembre 2018 | Jean-Philippe Wauthier                                | Théâtre Maisonneuve            | ICI Radio-Canada Télé      |
| 34e     | 15 septembre 2019 | Véronique Cloutier                                    | Théâtre Saint-Denis            | ICI Radio-Canada Télé      |
| 35e     | 20 septembre 2020 | Véronique Cloutier                                    | Maison de Radio-Canada         | ICI Radio-Canada Télé      |
| 36e     | 19 septembre 2021 | Véronique Cloutier                                    | Maison de Radio-Canada         | ICI Radio-Canada Télé      |
| 37e     | 18 septembre 2022 | Véronique Cloutier                                    | Théâtre Maisonneuve            | ICI Radio-Canada Télé      |
| 38e     | 17 septembre 2023 | Pierre-Yves Lord                                      | Théâtre Maisonneuve            | ICI Radio-Canada Télé      |
| 39e     | 15 septembre 2024 | Pierre-Yves Lord                                      | Théâtre Maisonneuve            | ICI Radio-Canada Télé      |

## Catégories
En gras, les catégories actuellement décernées.

### Émissions
- Meilleure série dramatique – depuis 1987
  -  Meilleure émission dramatique – de 1987 à 2004
- Meilleur téléroman – 1991 à 2015
- Meilleure mini-série – de 1988 à 1990
- Meilleure émission ou série d'animation – depuis 1987
- Meilleure série de variétés ou talk show – de 2003 à 2009 
  -  Meilleur magazine de variétés (talk show) – de 1988 à 1989 
  - Meilleure émission ou série d’entrevues ou talk-show – depuis 2010
- Meilleur spécial de variétés – de 1987 à 2002 
  -  Meilleur spécial de variétés ou des arts de la scène – de 2003 à 2009
- Meilleure comédie – depuis 2003
- Meilleure série de comédie – de 1988 à 1989
- Meilleure comédie de situation (sitcom) – de 2001 à 2002
- Meilleure série humoristique – depuis 1987
  - Meilleure série humoristique ou spécial – de 2001 à 2003
- Meilleur court métrage – de 1987 à 1992
- Meilleure émission ou série des arts de la scène ou documentaire des arts – de 1987 à 2002
- Meilleur magazine culturel – depuis 2001
- Meilleure émission ou série culturelle – de 1990 à 2000
- Meilleure série d'émissions à caractère social ou de services – de 1989 à 1999 
  - Meilleur magazine d’intérêt social – depuis 2003
  -  Meilleur magazine à caractère social – de 2001 à 2002 
  -  Meilleure émission ou série à caractère social – 2000 
  - Meilleur magazine de services – 2001 à 2009
  - Meilleure émission ou série de services – 2000[6]
- Meilleure émission ou série d’affaires publiques – depuis 2003
- Meilleure émission ou série d’information – de 1987 à 1988 
  - Meilleure émission d'information – de 1991 à 2002 
  - Meilleure série d'information – de 1988 à 2002
- Meilleur journal télévisé – de 1993 à 2002 
  -  Meilleur journal télévisé sportif – de 1998 à 1999
- Meilleur documentaire – de 1997 à 2003 
  - Meilleur documentaire - Culture – depuis 2004
  - Meilleur documentaire - Nature et sciences – depuis 2004
  - Meilleur documentaire - Société – depuis 2004
  -  Meilleur documentaire - Portrait ou biographie – de 2002 à 2009 
  -  Meilleur documentaire d'auteur – de 1992 à 1997
- Meilleure série documentaire – depuis 1987
- Meilleur jeu – de 1988 à 2010
- Meilleure téléréalité – de 2004 à 2014[7]
- Meilleure émission ou série jeunesse – depuis 1987
- Meilleure émission ou série sportive – de 1987 à 2004 
  - Meilleure émission ou série de sports ou de loisirs – depuis 2005
- Meilleure émission de reportage – de 1988 à 2004
- Meilleur concept adapté – 2003[8],[9]

### Métiers
- Meilleure réalisation :
  - Meilleure réalisation : émission ou série dramatique ou de comédie
  - Meilleure réalisation pour une série ou une émission dramatique
  - Meilleure réalisation : série dramatique
  - Meilleure réalisation : émission dramatique
  - Meilleure réalisation : téléroman
  - Meilleure réalisation : comédie
  - Meilleure réalisation : comédie de situation
  - Meilleure réalisation : comédie de situation, spécial ou série humoristique
  - Meilleure réalisation : humour
  - Meilleure réalisation : magazine
  - Meilleure réalisation : variétés toutes catégories
  - Meilleure réalisation : variétés, talk-show, arts de la scène, télé-réalité
  - Meilleure réalisation : série ou spécial de variétés ou des arts de la scène
  - Meilleure réalisation : spéciale ou série humoristique
  - Meilleure réalisation : talk-show, jeu, téléréalité
  - Meilleure réalisation : série documentaire, émission ou série d’information
  - Meilleure réalisation : affaires publiques, série documentaire
  - Meilleure réalisation : émission ou série d’information
  - Meilleure réalisation : documentaire, affaires publiques, biographie - émission
  - Meilleure réalisation : documentaire, affaires publiques, biographie - série
  - Meilleure réalisation : série documentaire
  - Meilleure réalisation : émission ou série culturelle, à caractère social ou de services
  - Meilleure réalisation : magazine à caractère social ou de services
  - Meilleure réalisation : magazine culturel
  - Meilleure réalisation : émission ou série jeunesse
  - Meilleure réalisation jeunesse : fiction
  - Meilleure réalisation jeunesse : variétés / information
  - Meilleure réalisation jeunesse : variétés / magazine

- Meilleur texte :
  - Meilleur texte : série dramatique
  - Meilleur texte : téléroman
  - Meilleur texte : comédie
  - Meilleur texte : comédie de situation
  - Meilleur texte : spécial ou série humoristique
  - Meilleur texte : humour
  - Meilleur texte : humour, variétés, talk-show
  - Meilleur texte : documentaire
  - Meilleur scénario : documentaire
  - Meilleur texte : documentaire, affaires publiques, reportage, biographie
  - Meilleur texte : jeunesse
  - Meilleur texte : émission ou série jeunesse : toutes catégories

- Meilleure recherche : affaires publiques, documentaire toutes catégories
- Meilleure recherche : documentaire, affaires publiques, reportage, biographie
- Meilleure recherche : documentaires toutes catégories, émission ou série d’information
- Meilleure recherche : émission documentaire ou d’information
- Meilleure recherche : émission ou série d’émissions culturelles, à caractère social ou de services
- Meilleure recherche : jeunesse
- Meilleure recherche : magazine à caractère social
- Meilleure recherche : magazine à caractère social ou de services
- Meilleure recherche : magazine culturel
- Meilleure recherche : magazine de services
- Meilleure recherche : série documentaire ou d’information
- Meilleure recherche : talk-show, magazine

- Meilleure photographie : émission ou série documentaire ou reportage
- Meilleure direction photo : toutes catégories, film
- Meilleure direction photographique : affaires publiques, documentaire toutes catégories
- Meilleure direction photographique : documentaire, affaires publiques, reportage, biographie
- Meilleure direction photographique : documentaires ou information
- Meilleure direction photographique : dramatique
- Meilleure direction photographique : dramatiques et documentaires sur support film ou vidéo numérique
- Meilleure direction photographique : toutes catégories d’émission de variétés, des arts de la scène ou d’humour
- Meilleure direction photographique : toutes catégories, vidéo
- Meilleure direction photographique : variétés, humour, sitcom ou arts de la scène
- Meilleure direction photographique ou éclairage : humour, variétés toutes catégories
- Meilleure direction photographique ou éclairage : humour, variétés, arts de la scène, talk-show

- Meilleur montage : affaires publiques, documentaire - émission
- Meilleur montage : affaires publiques, documentaire - série
- Meilleur montage : documentaire ou série documentaire, émission ou série d’information
- Meilleur montage : documentaire, affaires publiques, reportage, biographie - émission
- Meilleur montage : documentaire, affaires publiques, reportage, biographie - série
- Meilleur montage : dramatique
- Meilleur montage : émission documentaire ou série d’information
- Meilleur montage : humour, variétés toutes catégories
- Meilleur montage : humour, variétés, arts de la scène
- Meilleur montage : magazine
- Meilleur montage : série documentaire ou d’information

- Meilleur son : documentaire, affaires publiques, biographie
- Meilleur son : documentaire, affaires publiques, reportage, biographie
- Meilleur son : dramatique
- Meilleur son : humour, variétés toutes catégories
- Meilleur son : humour, variétés, arts de la scène, talk-show
- Meilleur son : magazine, affaires publiques, documentaire toutes catégories
- Meilleur son d’ensemble : documentaire ou d’information
- Meilleur son d’ensemble : dramatique
- Meilleur son d’ensemble : toutes catégories documentaires, variétés, humour ou arts de la scène
- Meilleur son d’ensemble : toutes catégories variétés, humour, arts de la scène ou documentaire des arts

- Meilleurs décors : toutes catégories
- Meilleurs décors : toutes catégories dramatiques
- Meilleurs décors : toutes catégories variétés, magazines, affaires publiques, sports

- Meilleurs maquillages / coiffures : toutes catégories
- Meilleurs maquillages : toutes catégories

- Meilleure musique originale : documentaire
- Meilleure musique originale : dramatique
- Meilleure musique originale pour l’ensemble d’une émission ou d’une série : toutes catégories
- Meilleure musique originale pour une émission ou une série : dramatiques ou documentaires
- Meilleure musique originale pour une émission ou une série : toutes catégories autres que dramatiques ou documentaires
- Meilleur thème musical : toutes catégories
- Meilleur thème musical original : toutes catégories

### Interprétations
- Meilleur premier rôle
  -  Meilleure interprétation premier rôle : comédie de situation, spécial ou série humoristique – de 2001 à 2002
  - Meilleur premier rôle masculin
    - Meilleure interprétation premier rôle masculin : dramatique – depuis 1987
    -  Meilleure interprétation premier rôle masculin : série dramatique ou de comédie – de 1988 à 1990
      - Meilleure interprétation premier rôle masculin : téléroman – depuis 1991
      - Meilleure interprétation premier rôle masculin : comédie – depuis 2004
        -  Meilleure interprétation premier rôle masculin : téléroman, comédie – en 2003

  - Meilleur premier rôle féminin
    - Meilleure interprétation premier rôle féminin : dramatique – depuis 1987
    -  Meilleure interprétation premier rôle féminin : série dramatique ou de comédie – de 1988 à 1990
      - Meilleure interprétation premier rôle féminin : téléroman – depuis 1991
      - Meilleure interprétation premier rôle féminin : comédie – depuis 2004
        -  Meilleure interprétation premier rôle féminin : téléroman, comédie – en 2003

  - Meilleure interprétation premier rôle : jeunesse – depuis 2001
- Meilleur rôle de soutien
  - Meilleur rôle de soutien masculin
    - Meilleure interprétation rôle de soutien masculin : dramatique – depuis 1987
    -  Meilleure interprétation masculine dans un rôle de soutien : téléroman, comédie de situation ou humour – de 1998 à 2002
    -  Meilleure interprétation rôle de soutien masculin : téléroman, comédie – en 2003
      - Meilleure interprétation rôle de soutien masculin : comédie – depuis 2004
      - Meilleure interprétation rôle de soutien masculin : téléroman – depuis 2004

  - Meilleur rôle de soutien féminin
    - Meilleure interprétation rôle de soutien féminin : dramatique – depuis 1987
    -  Meilleure interprétation féminine dans un rôle de soutien : téléroman, comédie de situation ou humour – de 1998 à 2002
    -  Meilleure interprétation rôle de soutien féminin : téléroman, comédie – en 2003
      - Meilleure interprétation rôle de soutien féminin : comédie – depuis 2004
      - Meilleure interprétation rôle de soutien féminin : téléroman – depuis 2004

  - Meilleure interprétation rôle de soutien : jeunesse – depuis 2001
- Meilleure interprétation pour une émission d'humour ou de variétés – de 1987 à 1989
  -  Meilleure interprétation pour un spécial ou une série humoristique – de 1990 à 2000
    - Meilleure interprétation : humour – depuis 2003

  -  Meilleure interprétation pour une émission ou une série jeunesse – de 1991 à 2000
- Meilleure animation
  - Meilleure animation : affaires publiques, magazine d’intérêt social – depuis 2011
  -  Meilleure animation : émission ou série culturelle, à caractère social ou de services – de 1989 à 2000
    - Meilleure animation : émission ou série d’entrevues ou talk-show – depuis 2008

  -  Meilleure animation : émission ou série d’information – de 1987 à 2002
    -  Meilleure animation : affaires publiques – de 2003 à 2010

  - Meilleure animation : jeunesse – depuis 1987
  -  Meilleure animation : magazine – de 2003 à 2010
    -  Meilleure animation : magazine à caractère social – de 2001 à 2002
    -  Meilleure animation : magazine culturel – de 2001 à 2002
    -  Meilleure animation : magazine de services – de 2001 à 2002
      - Meilleure animation : magazine de services, culturel – depuis 2011

  -  Meilleure animation : série ou spécial de variétés – de 1988 à 1999
  -  Meilleure animation : sports – de 1987 à 2009
    - Meilleure animation : sports ou loisirs – depuis 2010

  -  Meilleure animation : jeu – de 2001 à 2002
  -  Meilleure animation : toutes catégories jeu, variétés et humour – en 2000
    -  Meilleure animation : variétés ou humour – de 2001 à 2002
      -  Meilleure animation : variétés, jeu, humour, talk-show, télé-réalité – de 2003 à 2007
        - Meilleure animation : humour, série ou spécial de variétés, jeu, télé-réalité – depuis 2008
- Meilleur animateur-intervieweur : émission ou série de variétés ou d’information – en 1988
- Meilleure entrevue – de 1996 à 2002
- Meilleur reporter-journaliste – de 1987 à 1990

### Internet et nouveaux médias
- Meilleur site Web pour une émission ou série : affaires publiques, documentaire, magazine ou sport – depuis 2008
- Meilleur site Web pour une émission ou série : dramatique, humour, variétés ou animation – de 2008 à 2010
  - Meilleur site Web pour une émission ou série : dramatique – depuis 2011
  - Meilleur site Web pour une émission ou série : humour variétés – depuis 2011
- Meilleur site Web pour une émission ou série : jeunesse – depuis 2008
- Meilleure émission ou série originale développée pour les nouveaux médias – en 2008
- Meilleure émission ou série originale interactive produite pour les nouveaux médias : toutes catégories – depuis 2011
  - Meilleure émission ou série originale produite pour les nouveaux médias : affaires publiques, documentaire, magazine ou sport – depuis 2009
  -  Meilleure émission ou série originale produite pour les nouveaux médias : dramatique, humour, variétés ou animation – de 2009 à 2010
    - Meilleure émission ou série originale produite pour les nouveaux médias : dramatique, comédie – depuis 2011
    - Meilleure émission ou série originale produite pour les nouveaux médias : humour, variétés – depuis 2011

  - Meilleure émission ou série originale produite pour les nouveaux médias : jeunesse – depuis 2011

### Récompenses spéciales
- Grand prix de l'Académie – depuis 1989
- prix Jean-Besré – depuis 2003
- prix Gémeaux de la Diversité – depuis 2009
- prix Gémeaux du public – de 1995 à 2007
  - prix Gémeaux du public Desjardins – depuis 2008
- prix Gémeaux spécial de l'Académie – de 1996 à 2000
- prix Gémeaux Profil – de 1987 à 1988
- prix Gémeaux de l'Innovation en télévision – en 1992 et 2000
- prix Gémeaux du meilleur site web – de 2001 à 2007
- prix Gémeaux de la Francophonie – en 2000
- prix Gémeaux du multiculturalisme – de 1988 à 2008